# Saint-Jean-de-Moirans
Saint-Jean-de-Moirans település Franciaországban, Isère megyében. Lakosainak száma 3601 fő (2022. január 1.). Saint-Jean-de-Moirans Voiron, Voreppe, La Buisse, Coublevie és Moirans községekkel határos.

## Népesség
A település népessége az elmúlt években az alábbi módon változott:
| Lakosok száma | 1579 | 1896 | 2399 | 2918 | 3329 | 3427 | 3536 | 3564 | 3563 | 3601 |
|               | 1968 | 1982 | 1990 | 2006 | 2013 | 2015 | 2017 | 2019 | 2020 | 2022 |